# L'assassino ha le ore contate
L'assassino ha le ore contate (Coplan sauve sa peau) è un film del 1968 diretto da Yves Boisset.